# Relaciones Colombia-Nueva Zelanda
Las relaciones entre Colombia y Nueva Zelanda se refieren a las relaciones diplomáticas entre la República de Colombia y Nueva Zelanda. Ambas naciones son miembros de las Naciones Unidas.

## Historia
El 1 de mayo de 1978, Colombia y Nueva Zelanda establecieron relaciones diplomáticas. Desde el inicio de las relaciones diplomáticas, las relaciones entre ambas naciones tuvieron lugar principalmente en organizaciones multinacionales como las Naciones Unidas. En mayo de 2013, el primer ministro de Nueva Zelanda, John Key, realizó una visita oficial a Colombia, convirtiéndose en el primer jefe de Estado de Nueva Zelanda en hacerlo. Durante su visita con el presidente colombiano, Juan Manuel Santos, el primer ministro Key prometió que Nueva Zelanda invertiría $3.4 millones de dólares durante cuatro años para desarrollar la agricultura en Colombia. También habría "consultas" anuales entre funcionarios de ambos países.
En 2016, Colombia firmó un Acuerdo de Paz con las Fuerzas Armadas Revolucionarias de Colombia (FARC). Nueva Zelanda ha contribuido con $1 millón de dólares a los esfuerzos humanitarios de desminado en Colombia y está trabajando con el HALO Trust para utilizar la tecnología desarrollada en Nueva Zelanda para eliminar y eliminar las minas de forma segura.
Desde 2012, Nueva Zelanda ha sido un observador activo de la Alianza del Pacífico, lo cual incluye a Colombia, Chile, México y Perú. Nueva Zelanda inició negociaciones hacia un acuerdo de libre comercio (TLC) integral y de alta calidad con la Alianza del Pacífico en junio de 2017. Una vez que se concluyan las negociaciones y el TLC esté en vigencia, Nueva Zelanda se convertirá en un Estado Asociado de la Alianza del Pacífico. En 2017, se firmó un Acuerdo bilateral de servicios aéreos entre ambas naciones. En febrero de 2018, Nueva Zelanda abrió su primera embajada residente en Bogotá.

## Visitas de alto nivel
Visitas de alto nivel de Colombia a Nueva Zelanda
- Viceministra de Relaciones Exteriores Patti Londoño (2013)

Visitas de alto nivel de Nueva Zelanda a Colombia
- Primer ministro John Key (2013)
- Ministro de Comercio Tim Groser (2013)
- Ministro de Asuntos Exteriores Gerry Brownlee (2017)
- Ministro de Comercio Todd McClay (2017)
- Subsecretario de Relaciones Exteriores Fletcher Tabuteau (2018)

## Comercio
En 2017, el comercio entre Colombia y Nueva Zelanda ascendió a $45 millones de dólares. Las principales exportaciones de Colombia a Nueva Zelanda incluyen: café, té, mate y especias. Las principales exportaciones de Nueva Zelanda a Colombia incluyen: productos de confitería y técnicos. A lo largo de los años, las empresas de Nueva Zelanda han apuntado a oportunidades colombianas en agronegocios, procesamiento de alimentos, venta minorista (alimentos y bebidas, combustible), construcción, aviación y salud.

## Misiones diplomáticas residentes
- Colombia tiene una embajada en Wellington y un consulado-general en Auckland.[5][6]
- Nueva Zelanda tiene una embajada en Bogotá.[7]